# Seppälä
Seppälä Oy var en finländsk modekedja som sålde kläder, skor, accessoarer och kosmetika. I december 2013 fanns det 210 Seppälä-affärer utspridda i Finland, Ryssland och Baltikum. Seppälä hade ett eget finskt designteam som skapade kollektioner för kedjans egna varumärken.
Företaget grundades av familjen Seppälä och var under lång tid styrt av syskonen Liisa Lipsanen och Hannu Seppälä innan det såldes till Stockmann år 1988. Stockmann sålde det förlusttyngda Seppälä till Eveliina och Timo Melentjeff år 2015.
Seppälä Oy och Seppälä Finland Oy försattes i konkurs den 15 september 2017.

## Historia
År 1930 öppnade Edvard Seppälä och hans bröder butiken Vaatetus-ja Lyhyttavaraliike Velj. Seppälä i Kuusankoski vid Kymmene bruk. Butiken specialiserade sig på herrkläder. År 1957 öppnades en systerbutik till denna, Kymetär, i Kouvola. Kymetär fokuserade på kläder för vuxna kvinnor.  
På 1960-talet tog Hannu och Liisa Seppälä över företagsledningen.  Nio år senare började företagets övergång från en enskild butik till en modekedja, då en till butik öppnades i Villmanstrand. 1972 anlitades företaget S-style för att designa och sälja kedjans kläder samt utforma Seppäläs kollektioner. Två år senare började företaget köpa in vissa produkter från Asien. År 1975 flyttade företaget sitt huvudkontor från Kouvola till Helsingfors och fortsatte expandera kedjan genom franchising-drivna butiker. År 1980 började kläder även säljas via postorder.
1984 inledde Seppälä sin internationalisering genom att öppna sin första butik utanför Finland i Hannover och Västberlin, Västtyskland. År 1987 gjorde företaget ett kortvarigt försök att öppna en butik i New York. År 1988 såldes Seppälä till Stockmann; företaget hade då 54 butiker och 1 200 anställda. Efter Sovjetunionens fall drog sig Seppälä tillbaka från Tyskland och satsade istället på Östeuropa: kedjan öppnade butiker i Estland 1996 och i  Lettland 2003. År 2004 öppnades butiker i Sankt Petersburg och Moskva, följt av Litauens Vilnius, Kaunas och Klaipėda nästa år och snart även Ukraina. I oktober 2014 meddelade Stockmann att de skulle stänga de återstående 16 Seppälä-butikerna i Ryssland.
Stockmann sålde den kraftigt förlustbringande Seppälä till Eveliina Melentjeff och hennes make Timo Melentjeff den 31 mars 2015. Köparen var Melentjeffs företag Meleti Oy och köpesumman var nominell.
Melentjeffs försökte rädda företaget genom att bl.a anpassa klädkollektionen för "den finländska kroppstypen". Trots detta befann sig Seppälä i stora ekonomiska svårigheter och i en förlustcykel. Våren 2017 placerades Seppälä Oy i företagssanering. Seppälä försökte åtgärda situationen genom att stänga butiker och skära ner kostnader. Mellan januari och augusti stängdes 36 butiker. I augusti 2017 fanns det fortfarande 56 butiker i Finland och 14 i Estland. Kostnaderna minskades med hälften.
Seppäläs inkomster blev mindre än förväntat, vilket hindrade företagssanering. Advokat Lassi Nyyssönen, som utredde rekonstruktionen, lämnade in en ansökan om att avbryta saneringen i slutet av augusti 2017. Enligt Nyyssönen var företagets verksamhet inte av en sådan karaktär att en saneringsplan kunde utarbetas. Samtidigt ansökte skatteförvaltningen om konkurs för Seppälä Oy på grund av en skatteskuld på en halv miljon euro. Verkställande direktören Eveliina Melentjeff trodde fortfarande på den tiden att företaget kunde räddas. Enligt Melentjeff skulle skulden kunna betalas. Seppälä Oy och Seppälä Finland Oy försattes i konkurs den 15 september 2017.